# Посланець (фільм)
«Посланник» (англ. The Sender) — американський фантастичний бойовик 1998 року.

## Сюжет
В середині шістдесятих років в районі Бермудського трикутника загадковим чином розбився літак військового льотчика Джека Грейсона. Уже в наш час з дна океану підіймають останки літака і відправляють їх на дослідження в лабораторію під назвою «Зона 51», що спеціалізується на контактах з позаземними цивілізаціями. Там виявляють, що на уламках корпусу присутня чужорідна енергія, і припускають, що Грейсон міг зіткнутися з інопланетянами. У лабораторії вирішують взяти під спостереження сина Джека Грейсона Далласа і його маленьку дочку Лізу на випадок можливого контакту з прибульцями. Даллас ось вже багато років хоче дізнатися причину загибелі свого батька, але стикається з дивним мовчанням влади і військових. Він вирішує самостійно розібратися, в чому тут справа. Але несподівано його дочку викрадають працівники спецслужб, а самого Далласа вбивають. Його повертає до життя чарівна інопланетянка, яка пояснює, що Ліза — носій рідкісного аномального гена. Даллас і інопланетянка вирушають на її порятунок.

## У ролях
| Актор          | Роль               |
| -------------- | ------------------ |
| Майкл Медсен   | Даллас Грейсон     |
| Р. Лі Ермі     | полковник Розуотер |
| Роберт Вон     | Рон Фейрфакс       |
| Дайан Кеннон   | Джина Фейрфакс     |
| Стівен Вільямс | Локвуд             |
| Шеллі Лезер    | Ангел              |
| Брайан Блум    | Джек Грейсон       |
| Джош Кларк     | Баррі Ступ         |
| Еріка Евередж  | Ліза Грейсон       |